# Hordak (groupe)
Pour les articles homonymes, voir Hordak.
Hordak, est un groupe espagnol de pagan metal, originaire de Madrid. 

## Histoire
Hordak est formé en 2002 à Madrid par Winter War et Autumn War. D'après les membres, leur musique est appelée « pagan metal celtíbero ». Le nom « Hordak » vient d'un des méchants de la série d'animation Les Maîtres de l'univers. Selon les membres du groupe, ce nom a été choisi en raison du « lien entre leur enfance et leurs idéaux actuels. » En 2003, ils enregistrent une démo avant de publier, deux ans plus tard, leur premier album War Has Just Begun, en 2005.
2011 sort leur album Under the Sign of the Wilderness au label Griffin Music, bien accueilli par la presse spécialisée,,,. En 2016, ils sortent l'album Padre qui fait participer José Luis Frías à la flûte dans Soaring, Laura Camón Botella au violon sur Father et Wulfstan aux paroles sur Father Sun - Father Dragon et Bloodline of the Wolves. Le 13 septembre 2022, ils sortent leur nouvel album, Los Gigantes del Bosque,.

## Style musical
Leur style musical se distingue par la combinaison d'un son épique et d'éléments de death metal et de black metal. Leur style a été comparé à celui de groupes tels qu'Amon Amarth. Hordak considère son style musical comme l'équivalent ibérique du viking metal en Scandinavie ou du pagan metal des pays d'Europe de l'Est.

## Membres
- Autumn War - chant, guitare
- Winter War - guitare
- A. Mansilla - basse
- J. Sierra - batterie

## Discographie
- 2003 : Demo
- 2005 : War has Just Begun
- 2006 : The Last European Wolves
- 2011 : Under the Sign of the Wilderness
- 2016 : Padre
- 2022 : Los Gigantes del Bosque